# Озерновские горячие источники
Озерновские горячие источники — минеральные горячие источники в южной части полуострова Камчатка. Находятся на территории Усть-Большерецкого района Камчатского края России.
Расположены близ побережья Охотского моря, у подножия горы Ключевской в среднем течении реки Озёрная на левом, обрывистом берегу.
На небольшой дугообразной площадке находятся 8 выходов воды с температурой 51-81 °C общим дебитом 8,8 л/с. По химическому составу во́ды слабощелочные, хлоридно-сульфатные кальциево-натриевые кремнистые. Вода слабоминерализованная, прозрачная, со слабым запахом сероводорода.
Первое описание ключей сделал С. П. Крашенинников, побывавший на них в 1738 году. В советские годы на термах была построена бальнеологическая больница. Горячая вода источников используется для выращивания овощей в теплице.